# Krzywy Potok (dopływ Kocońki)
Krzywy Potok – potok, lewy dopływ Kocońki o długości 3,6 km i powierzchni zlewni 2,97 km².
Potok spływa doliną na południowych stokach Beskidu Małego. Stoki tej doliny tworzą Mlada Hora i jej południowo-wschodni grzbiet, grzbiet łączący Mladą Horę z Wielkim Gibasów Groniem, oraz jego południowy grzbiet poprzez Pietrasową opadający do przełęczy Przydawki.
Zlewnia Krzywego Potoku znajduje się w obrębie miejscowości Kocoń i Las. Najwyżej położone źródła ma na wysokości około 810 m. Spływa początkowo w południowo-wschodnim, a potem we wschodnim kierunku. W miejscowości Las uchodzi do Kocońki na wysokości około 475 m.